# Schloss Herblingen

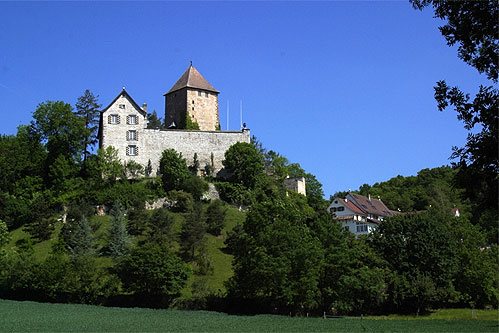
Schloss Herblingen

Das Schloss Herblingen ist eine im 13. Jahrhundert erbaute Burg. Es steht auf Gemarkung der Gemeinde Stetten im Kanton Schaffhausen, Schweiz. Das Schloss und der Schlosspark sind in Privatbesitz und nicht mehr öffentlich zugänglich.

## Geschichte
Über die Geschichte des Schloss Herblingen ist nicht viel bekannt. Wann die Burg genau erbaut wurde, ist nicht bekannt. Wahrscheinlich wurde sie Anfang des 13. Jahrhunderts von den Herren von Herblingen errichtet. Ob an gleicher Stelle schon eine Vorgängeranlage bestand, ist nicht erwiesen. Das Geschlecht der Herblinger, welches Mitte des 15. Jahrhunderts ausstarb, wurde erstmals 1181 mit einem Rüediger  erwähnt. Ob dieser wirklich zur Familie gehörte, ist offen. Nach einer alten, nicht erhärteten  Überlieferung soll um 1049 Papst Leo IX. die Burgkapelle geweiht haben. 1281 erbaute ein Konrad von Herblingen die Schlosskapelle neu. Bischof Albert weihte, in Vertretung des Bischofs von Konstanz, die Kapelle. Anfang des 14. Jahrhunderts wurde die Burg Herblingen an die Herzöge von Österreich verkauft. Diese setzten ihre Verwalter ein, die 1323 und 1344 die Burg an die Truchsessen von Diessenhofen verpfändeten. Der Schaffhauser Patrizier Adam Cron kaufte 1469 die Burg Herblingen. Die Familie Cron gab sie 1502 an Meister Hans Löw von Schaffhausen weiter. Bereits 1507 erfolgte ein weiterer Besitzwechsel. Beringer von Landenberg erwarb die Burg. Die Stadt Schaffhausen kaufte 1534 von seiner Witwe Dorothea von Landenberg die Burg ab. Noch im gleichen Jahr verlieh die Stadt die Burg an die Familie Brümsi. Obwohl in Schaffhausen die Reformation stattgefunden hatte, wurde in der Burgkapelle weiterhin die katholische Messe gefeiert. Die Burg kam 1565 wieder unter die Verfügungsgewalt der Stadt. Zwischen 1566 und 1733 war die Burg Sitz der Obervogtei Reiat.
Der Bankdirektor Johann Wilhelm Gestefeld aus Wien erwarb 1733 die Burg und baute sie in ein Schloss um. Durch das Abtragen der Wehrgänge, der Zugbrücke und Ringmauern veränderte er das Aussehen der mittelalterlichen Burg völlig. Auch die Gräben wurden zugeschüttet. 1779 ging Wilhelm Gestefeld bankrott. Von nun an gehörte die Burg bis 1833 der Familie von Meyenburg. Danach folgten über 20 verschiedene Besitzer. Im 20. Jahrhundert befanden sich in der Schlosstaverne während mehrerer Jahrzehnte ein in der Region bekanntes Restaurant und Antiquitätengeschäft. Nach einem neuerlichen Besitzerwechsel wurden Restaurant und Antiquitätengeschäft geschlossen. 1998 versteigerte das Auktionshaus Christies eine vom verstorbenen Besitzer im Schloss zusammengetragenen Sammlung von Kunstobjekten. Im Jahr 2000 erwarben die Gebrüder Peter und Stephan Günthart, Besitzer der Firma Günthart das Schloss Herblingen als Firmen- und Privatsitz.
Obwohl die Burg auf Gemarkung der Gemeinde Stetten steht, gab sie der kleinen Gemeinde Herblingen seinen Namen. Herblingen wurde 1964 in die Stadt Schaffhausen eingemeindet.

## Anlage
Der älteste Teil der Anlage ist vermutlich der aus dem 13. Jahrhundert stammende Bergfried. Bis 1733 konnte die Burg ihr mittelalterliches Erscheinungsbild bewahren. Die grossen Umbauten von Wilhelm Gestefeld ab 1733 haben den ursprünglichen Charakter der Burg zerstört. Durch die Umbauten, insbesondere des Herrenhauses, hat die Anlage heute mehr einen schlossähnlichen Charakter.